# Labios (genitales)

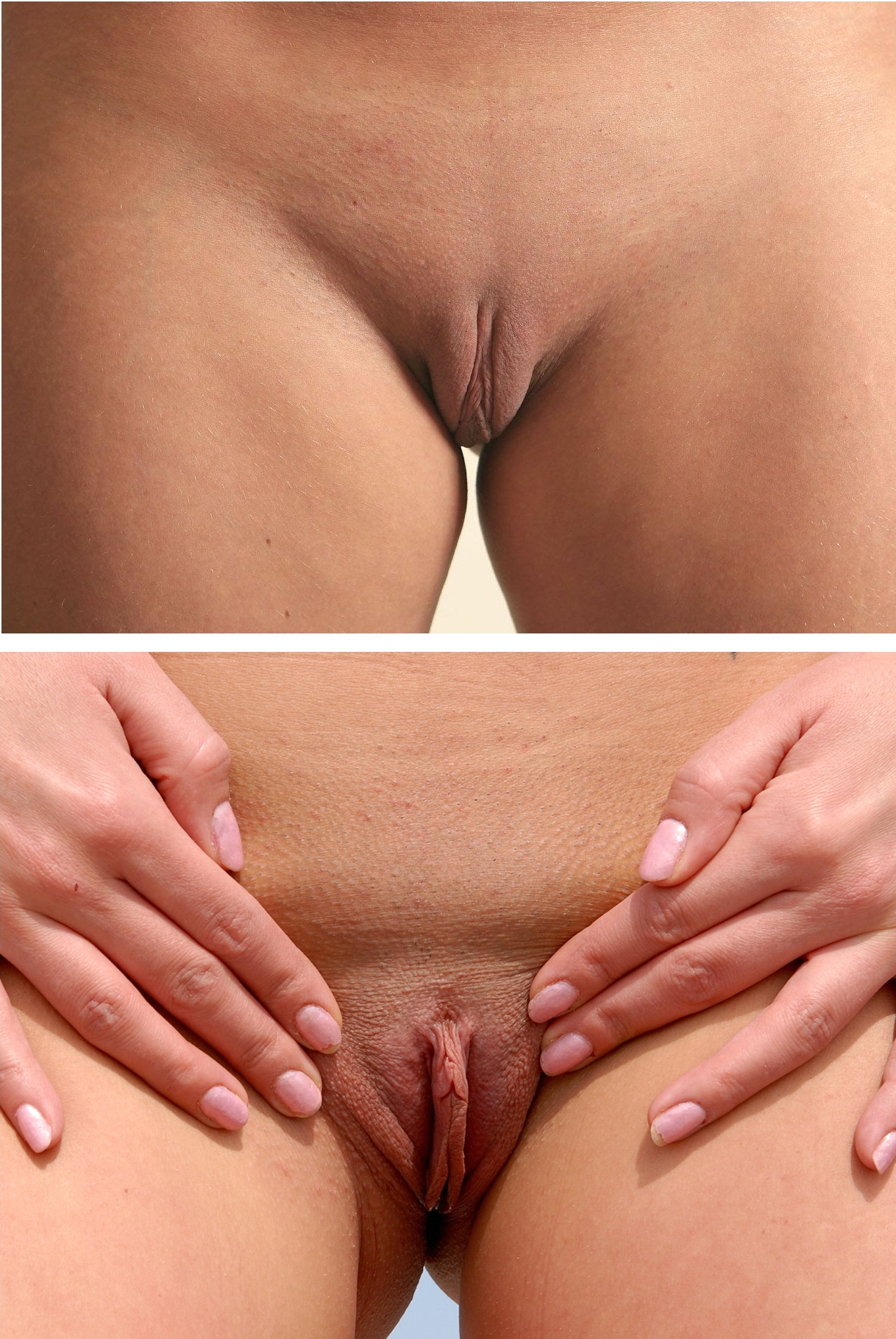
Vista de una vulva:
La mujer en posición de pie, los labios menores parcialmente cubiertos.
La exposición de los labios menores mediante la difusión de los labios mayores

En el aparato reproductor femenino, los labios (del latín, labia) son pliegues salientes que bordean la vulva y forman parte de las estructuras del  aparato genital externo de la hembra humana. Son las porciones mayores externamente visibles de la vulva. En los seres humanos, son cuatro en total: los más externos son llamados labios mayores que son más largos y gruesos y son cutáneos, y el par más interno labios menores, o ninfas, son de tejido mucoso y del mismo origen embrionario que el escroto masculino, y que rodean y protegen la abertura (conocida como vestíbulo). Dentro del vestíbulo se encuentran las aberturas o salidas de la vagina y la uretra. Hacia arriba desde los labios menores se encuentra el capuchón o prepucio del clítoris, que protege al clítoris.
Tradicionalmente, para evitar confusiones con otras estructuras corporales con forma de labios, los anatomistas les daban a los labios genitales el nombre en latín de labia majora pudendi o labia minora pudendi.

## Anatomía

### Labios pudendos mayores
Los labios mayores son dos pliegues cutáneos longitudinales prominentes que se extienden hacia abajo y hacia atrás desde el monte de Venus hasta el perineo. Los labios mayores son homólogos al escroto masculino.
Los labios mayores empiezan en el monte de Venus, rodean después la terminación inferior de la vagina y se fusionan entre sí. Miden aproximadamente 7-8 cm de largo, 2-3 cm de ancho y entre 1 y 1,5 cm de espesor. La superficie externa es rugosa y, después de la pubertad, cubierta por vello púbico, mientras que la superficie interna es lisa y en continuidad con los labios menores. La piel es semejante al resto de la piel humana, constituida por tejido cutáneo, glándulas sebáceas y sudoríparas, folículos pilosos y tejido adiposo. El ligamento redondo del útero termina en el tejido adiposo y piel de la parte anterior del labio.
Embriológicamente, se desarrollan a partir de los pliegues labioescrotales. Esto significa que se desarrollan en el feto femenino a partir de la misma estructura anatómica previamente indiferenciada sexualmente que el escroto, la bolsa de piel situada bajo el pene en los varones.
El escroto y los labios mayores se desarrollan presentando similitudes y diferencias cruciales. Al igual que el escroto, los labios mayores, tras la pubertad, pueden adquirir un color más oscuro que la piel a su alrededor y, del mismo modo, también crece vello púbico en su superficie externa (los genitales femeninos de las fotos adjuntas están en su mayoría depilados para mostrar su estructura con mayor claridad). No obstante, durante la diferenciación sexual del feto, los pliegues labioescrotales de los varones normalmente se fusionan longitudinalmente en el centro, formando un saco para que las gónadas masculinas (testículos) desciendan a él desde la pelvis, mientras que en las hembras estos pliegues normalmente no se fusionan, formando los dos labios mayores y la hendidura pudenda entre ellos. Las gónadas femeninas (ovarios) no descienden de la pelvis, por lo que la estructura de los labios mayores puede parecer más simple (sólo tejido graso cubierto de piel) y de menor importancia para el funcionamiento del cuerpo femenino en su conjunto que el escroto con testículos de los hombres. La cresta o surco que queda de la fusión puede generalmente observarse en el escroto.
En algunos casos de intersexualidad con trastornos del desarrollo sexual, los genitales masculinos/femeninos pueden parecer ambiguos para uno u otro sexo, con un falo demasiado pequeño para ser un pene típico pero demasiado grande para ser un clítoris, con el orificio uretral externo en una ubicación atípica, o con labios/escroto total o parcialmente fusionados pero sin gónadas descendidas en ellos. 

### Labios pudendos  menores
Los labios menores, también llamados ninfas, son dos colgajos de piel que se extienden hacia fuera desde los orificios vaginal y uretral hasta abarcar el vestíbulo. Estos labios están situados entre los labios mayores. Se extienden desde el capuchón del clítoris, formando un prepucio,  hasta rodear el orificio de la uretra, la vagina y terminar en la llamada horquilla perineal, a pocos centímetros del ano. 
Los labios menores son homólogos al rafe masculino del pene. El revestimiento de los labios menores es distinto al de los labios mayores, es una membrana mucosa que está inervada e irrigada, por lo que son más sensibles, de color más rosado y no tienen glándulas sudoríparas ni folículos pilosos.
La coloración, el tamaño y la apariencia general de los labios varía extensamente entre una mujer y otra. En algunas mujeres, los labios menores están prácticamente ausentes, mientras que en otras pueden ser carnosas y protuberantes. A menudo son asimétricos. Durante la estimulación sexual, los labios se llenan de sangre, típicamente hinchándose y oscureciéndose o bien enrojeciéndose. 
Los labios internos sirven para proteger de la irritación mecánica, la resequedad y las infecciones la zona altamente sensible del vestíbulo vulvar, que incluye los orificios vaginales y uretrales. Durante el coito vaginal, los labios pueden contribuir a la estimulación de toda la zona del vestíbulo, el clítoris y la vagina de la mujer y el pene de su pareja. La estimulación del clítoris puede producirse por la tensión del capuchón del clítoris y su frenillo al tirar de ellos los labios internos. Durante la excitación sexual son lubricados por el moco secretado en la vagina y alrededor de ella para que la penetración sea indolora y protegerlos de la irritación. 
Como el orificio uretral externo femenino (meato) también está situado entre los labios menores, es posible que jueguen un papel en la conducción del chorro de orina durante la micción femenina.

## Sociedad y cultura
En muchas culturas y lugares de todo el mundo, los labios mayores y menores, como parte de los genitales, se consideran partes privadas o íntimas, cuya exposición (especialmente en público) está regida por costumbres socioculturales bastante estrictas. En muchos casos, su exposición en público está limitada y, a menudo, prohibida por la ley. El uso del adjetivo pudendo para referirse a los labios y otras partes de los genitales enfatiza esto, siendo definido por la Real Academia de la Lengua como «Torpe, feo, que debe causar vergüenza».

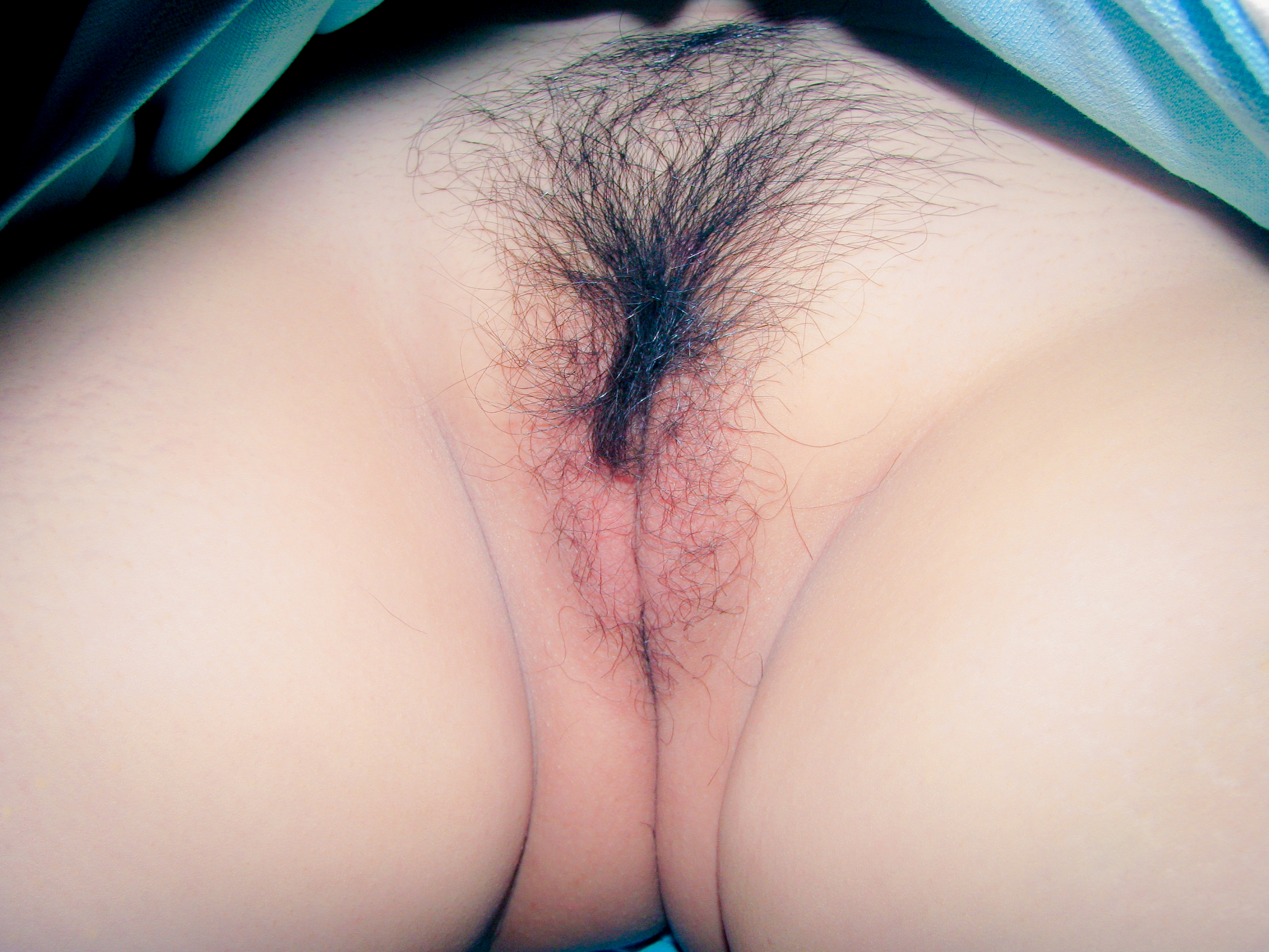
Labios genitales con vello púbico

Un aspecto importante de las actitudes sobre los labios vaginales a lo largo del mundo tiene que ver con el asunto del vello púbico. Las perspectivas sobre el vello púbico difieren de una persona a otra y de una cultura a otra. Algunas mujeres prefieren el aspecto o la sensación del vello púbico, mientras que otras optan por depilarlo total o parcialmente. Entre los métodos de depilación temporal se encuentran el afeitado, el corte, la depilación con cera, la depilación con azúcar o miel, y productos depilatorios, mientras que la depilación permanente puede realizarse mediante electrólisis o láser. En Corea, el vello púbico se considera un signo de fertilidad, por lo que algunas mujeres se someten a trasplantes de vello púbico.

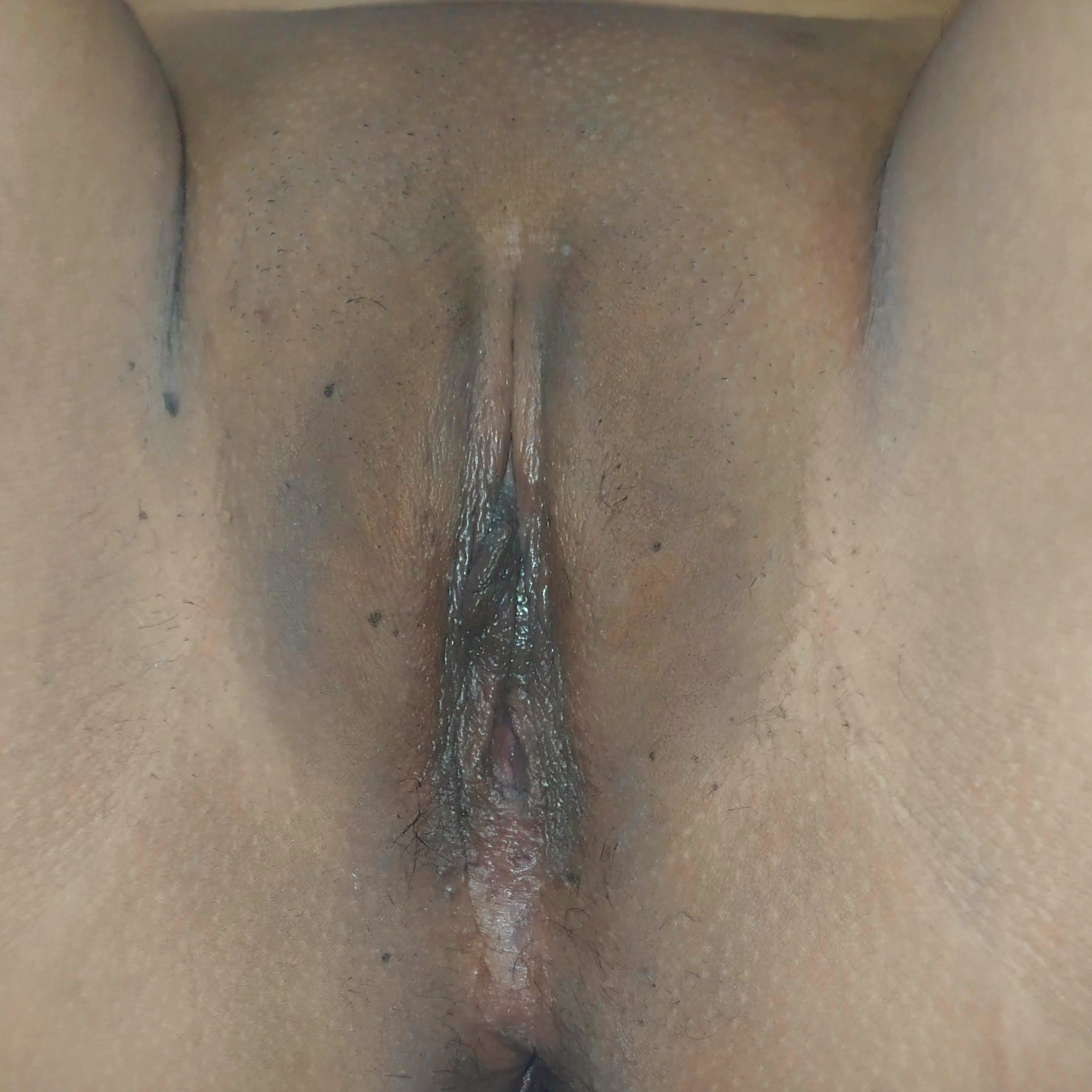
Labios genitales sin vello púbico

Algunas mujeres se sienten acomplejadas por el tamaño, el color o la asimetría de sus labios genitales. Imágenes de vulvas están ausentes de los medios de comunicación populares y de la publicidad: 19 y no aparecen en algunos libros de texto de anatomía, a la vez que la oposición de las comunidades a la educación sexual limita el acceso de las jóvenes a información sobre la variación natural de los labios vaginales. Muchas mujeres tienen un conocimiento limitado de la anatomía vulvar y son incapaces de decir cómo es una vulva «normal».: 6 
Al mismo tiempo, muchas imágenes pornográficas de genitales femeninos son manipuladas digitalmente, cambiando el tamaño y la forma de los labios para que se ajusten a las normas de censura de los distintos países. Ver pornografía puede, pues, influir en la visión que una mujer tiene sobre sus propios genitales. Las modelos en la pornografía suelen tener labios menores pequeños o inexistentes, y sus fotografías suelen estar retocadas, por lo que las imágenes pornográficas no muestran todas las numerosas variaciones naturales de las vulvas. Esto puede llevar a quienes ven pornografía a tener expectativas poco realistas sobre el aspecto que deben tener los labios genitales. Del mismo modo que algunas mujeres desarrollan problemas de autoestima al comparar sus rostros y cuerpos con los de las modelos de las revistas, las mujeres que comparan sus vulvas con imágenes pornográficas idealizadas pueden creer que sus propios labios genitales son anormales. Esto puede repercutir negativamente en la vida de una mujer, ya que la vergüenza por el aspecto genital hace que les sea más difícil disfrutar de la actividad sexual, acudir al ginecólogo o realizarse un autoexamen genital. Aprender lo mucho que difieren realmente los labios genitales de una persona a otra puede ayudar a superar estos sentimientos de vergüenza.
En varios países de África y Asia, los genitales externos femeninos se alteran o extirpan de forma rutinaria por motivos relacionados con ideas sobre la tradición, la pureza, la higiene o la estética. Los procedimientos, conocidos como mutilación genital femenina (MGF), incluyen la clitoridectomía y la llamada «circuncisión faraónica», en la que se extirpan los labios internos y externos y se cose la vulva. La MGF está prohibida en la mayoría de los países del mundo, incluso en aquellos donde la práctica está muy extendida.

La labiaplastia es un controvertido procedimiento de cirugía plástica que consiste en la creación o remodelación de los labios vaginales. El piercing de labios vaginales es una perforación estética, normalmente con una aguja especial y en condiciones estériles, de los labios vaginales internos o externos. En la abertura resultante se colocan joyas.
| - Vista frontal - Labios menores pequeños, no sobresalen de los labios mayores. - Labios menores prominentes, sobresalen de los labios mayores. | - Visto en detalle - Las estructuras de los genitales. - Labios menores pequeños o labios mayores más grandes como los labios pequeños. - Labios menores prominentes. |